# لوییز آدامیک
لوییز آدامیک (اسلوونیایی: Alojz Adamič؛ ۲۳ مارس ۱۸۹۸ – ۴ سپتامبر ۱۹۵۱) یک نویسنده، روزنامه‌نگار، پدیدآور، و رمان‌نویس اهل اسلوونی بود.
وی همچنین برنده جوایزی همچون کمک هزینه گوگنهایم شده است.